# Acetamidobenzojeva kiselina
Acedoben (4-acetamidobenzojeva kiselina) je hemijsko jedinjenje Sa molekulskom formulom . Ovo jedinjenje je acetilni derivat para-aminobenzojeva kiseline (PABA).
Acedoben je komponenta više farmaceutskih preparata uključujući inozin pranobeks.